# Велика Храстилница
Велика Храстилница је насељено место у општини Криж, Хрватска. До нове територијалне организације у Хрватској, налазило се у саставу бивше велике општине Иванић Град.

## Становништво
| Националност       | 1991.        |
| Хрвати             | 151 (96,17%) |
| Срби               | 1 (0,63%)    |
| Југословени        | 0            |
| остали и непознато | 5 (3,18%)    |
| Укупно             | 157          |